# Філезія магелланська
Філезія або філезія магелланська (Philesia magellanica) — вид рослин родини філезієвих (Philesiaceae), єдиний представник свого роду. Ендемік магелланових лісів південного Чилі.

## Опис
Філезія — вічнозелений кущ до 1 м заввишки, нерідко в'юнкий, що гірських та прибережних лісах та на лісових болотах в південних районах Чилі.
Листя дрібне, ланцетоподібне, знизу біле, дуже схоже на листя іншої болотяної рослини — андромеди багатолистої (Andromeda polifolia) родини вересових, що росте в північній півкулі.
Квітки дзвоникоподібні або трубчасті, малиново-рожевого забарвлення, завдовжки до 6 см. Плід — ягода.

## Культивування
У 1847 році філезію завезли до Англії і з тих пір вирощують як декоративну рослину.
Відомий межродовий гібрид філезії і лапажерії — філажерія Віча (×Philageria veitchii Mast.), — отриманий в Англії в 1872 році в садівництві Віча. Це вічнозелений чагарник з в'юнкими гілками і рожевими квітками.

## Послиання
1. ↑  Philageria на сайті Factopia[недоступне посилання](англ.)

- Pedro Jara-Seguel & Andrés Fuentes-Ramírez. Conteos cromosomicos en Philesia magellanica J.F.Gmel. (Liliales: Philesiaceae) // Gayana Bot. 64(2): 242—244, 2007. (ісп.)
- Philesia: інформація на сайті GRIN
- Philesia magellanica: інформація на сайті GRIN

| Гібіскус | Це незавершена стаття про квіткові рослини. Ви можете допомогти проєкту, виправивши або дописавши її. |